# Zero Gear
Zero Gear — аркадная многопользовательская компьютерная игра в жанре гонки. Выпущена 12 января 2010 года для операционной системы Microsoft Windows. Zero Gear использует движок OGRE, разработанный Стивом Стритингом (англ. Steve Streeting).

## Особенности игры
- Мультиплеер до 8 игроков;
- 4 игровых режима и 19 карт;
- 7 типов оружия;
- Почти неограниченные возможности создания собственного персонажа.

## Геймплей
В начале игры предлагается создать собственного персонажа в разделе меню «Гараж». Игрок может выбрать машину, героя и аксессуары. Последние два допускается перекрашивать и комбинировать любым образом. В Zero Gear доступен только режим онлайн-игры, одиночного сюжетного режима не предусмотрено. Игроку необходимо подключиться к одному из предложенных серверов или создать новую игру. Затем он может сразиться с соперниками в одну из мини-игр на доступных картах. Геймплей сосредоточен на перемещении «игрушечной» машинки и её действиях, которой управляет игрок. Одержать победу в игре помогают бонусы, большинство из которых нацелено на нанесение урона сопернику.

## Игровые режимы
В игре содержится 4 игровых режима:
- Race (рус. Заезд) — классический гоночный режим. Побеждает тот, кто первым пересечет финишную черту.
- Tag (рус. Погоня) — необходимо стать «главным», и не дать соперникам помешать Вам набирать очки.
- Target (рус. Мишень) — попытайтесь запрыгнуть в одну из различных целей, чтобы получить наибольшее количество очков.
- Goal (рус. Гол) — игроки делятся на 2 команды, задача которых забить игровой объект в ворота соперников.

## Оружие
- Боксерская перчатка — отправляйте с помощью неё соперников в полет;
- Кубик льда — при столкновении, игрок застревает в нём на некоторое время;
- Морская мина — шар, заряженный взрывчатым веществом, который лучше обходить стороной;
- Ураган — засасывает все в свой крутящийся водоворот;
- Л. Ю.Б. БОТ — робот, запрограммированный любить. Захватывает в свои объятия и взрывается через короткий промежуток времени;
- Лазерный щит — защищает от многих опасных изобретений, а также является одним из них;
- Пружина — подбрасывает Вас вверх.

## Карты
- СhuteShoot — перед вами площадка с отверстиями. Вам нужно разогнаться и, прыгнув с трамплина, попасть в одно из них. Каждое отверстие дает различное количество очков.
- ChampionCircuit — Кольцевая гонка по стадиону.
- Kickit — Обычный футбол. Один из самых забавных режимов игры. Не так то просто пинать мяч в ворота соперника, когда он в десятки раз больше вас.
- Fallout — Нужно выбить соперника с космической платформы, при этом не вылететь самому.
- Spaghetti west — Кольцевая гонка по трассе с декорациями в стиле дикого запада.
- TagArena — Салочки
- ChillMountain — Кольцевая гонка по заснеженной горной трассе
- PunchBowl — Ещё одна разновидность салочек
- DirtCircuit — Кольцевая гонка по раллийной трассе.
- DustBunny — Кольцевая гонка по кухне.
- RinkyDink — Хоккей.
- Skate — Выполнение сложных трюков
- ZeroCircuit — Кольцевая гонка по трассе на закрытом стадионе.
- Touchdown — Данный режим — рэгби, американский вид футбола. Правила наверное такие же, как и в обычном рэгби.
- Pachinko — Вам нужно разогнаться и прыгнуть вместе с соперниками с трамплина. Затем, столкнувшись с гигантской стеной с торчащими из неё цилиндрическими выступами, создающими лабиринт, падать, выбирая траекторию и отталкиваясь от выступов, прокладывая себе путь к располагающимся внизу контейнерам, каждый из которых дает определенное количество очков.
- Eightlron — Ещё одна кольцевая гонка на трассе в стиле дикого запада.
- SpaceRace — Кольцевая гонка на космическом корабле.
- Hoops — Баскетбол
- Aquarace — Кольцевая гонка по водным горкам.

## Отзывы и продажи
| Сводный рейтинг | Сводный рейтинг      |
| Агрегатор       | Оценка               |
| --------------- | -------------------- |
| Metacritic      | 66/100 (PC, 3 обзора |

Игра получила смешанные отзывы. На сайте-агрегаторе Metacritic средняя оценка игры составляет 66 из 100 на основе 3 обзоров для платформы PC.
Летом 2018 года, благодаря уязвимости в защите Steam Web API, стало известно, что точное количество пользователей сервиса Steam, которые играли в игру хотя бы один раз, составляет 795 021 человек.